# Ethel Teare
Ethel Teare (Phoenix, 11 gennaio 1894 – San Mateo, 4 marzo 1959) è stata un'attrice statunitense; ha preso parte a circa 160 film prodotti dal 1914 al 1924.

## Biografia
Esordì come attrice nel 1914  e smise nel 1924. Sposò Frank F. Risso, assistente del presidente della Bank of America. Morì nel 1969, all'età di 65 anni, al Mills Hospital di San Mateo, in California, a seguito di una lunga malattia. Risiedeva a San Mateo dal 1925. Fu sepolta nel cimitero di Holy Cross a Colma, in California.

## Filmografia

### 1914
- For the Love of Mike, regia di Albert W. Hale
- The No-Account Count, regia di Albert W. Hale
- The Widow's Might, regia di Albert W. Hale
- Fatty and the Shyster Lawyer, regia di Albert W. Hale
- Tough Luck Smith, regia di Albert W. Hale
- The Devil and Mrs. Walker, regia di ?
- In Dutch, regia di ?
- Through the Keyhole, regia di ?

### 1915
- Getting Father's Goat, regia di Marshall Neilan
- Put Me Off at Wayville, regia di Marshall Neilan
- A Bold, Bad Burglar, regia di Chance Ward
- Cornelius and the Wild Man, regia di ?
- The Hicksville Tragedy Troupe, regia di Chance Ward
- The Mexican's Chickens, regia di ?
- Mr. Pepperie Temper, regia di ?
- You'll Find Out, regia di ?
- A Melodious Mix-Up, regia di Chance Ward
- Flirtatious Lizzie, regia di ?
- Desperate Dud, the Plumber, regia di ?
- The Tale of a Hat, regia di ?
- Willie Whipple's Dream, regia di ?
- The Actress and the Cheese Hound, regia di ?
- Ham the Detective, regia di Chance Ward
- Ham in the Nut Factory, regia di Chance Ward
- Ham at the Fair, regia di Chance Ward
- Raskey's Road Show, regia di Chance Ward
- Rival Waiters, regia di ?
- Ham in High Society, regia di Chance Ward
- The Merry Moving Men, regia di Chance Ward
- Some Romance, regia di ?
- A Flashlight Flivver, regia di Chance Ward
- The Spook Raisers, regia di Chance Ward
- The Toilers, regia di Marshall Neilan
- The Hypnotic Monkey, regia di Chance Ward
- The Winning Wash, regia di Rube Miller
- Ham at the Beach, regia di Rube Miller
- Ham and the Experiment, regia di Rube Miller
- Nearly a Bride, regia di Rube Miller
- Romance a la Carte, regia di Rube Miller
- Double-Crossing Marmaduke, regia di Rube Miller
- Foiled!, regia di Rube Miller
- Whitewashing William, regia di Rube Miller
- Queering Cupid, regia di Rube Miller
- Adam's Ancestors, regia di Rube Miller
- The Knaves and the Knight, regia di Rube Miller
- Diana of the Farm, regia di William Beaudine
- The Hoodoo's Busy Day, regia di William Beaudine
- A Bargain in Brides, regia di Rube Miller
- Oh, Doctor!, regia di Rube Miller
- Only a Country Girl, regia di Rube Miller
- Minnie the Tiger, regia di William Beaudine
- Almost a King, regia di William Beaudine
- The Bandits of Macaroni Mountain, regia di William Beaudine
- The Caretaker's Dilemma, regia di William Beaudine

### 1916
- The Missing Mummy, regia di William Beaudine
- Guardian Angels (film 1916), regia di William Beaudine
- The Tale of a Coat, regia di William Beaudine
- Snoop Hounds, regia di William Beaudine
- Artful Artists, regia di William Beaudine
- Wurra-Wurra, regia di William Beaudine
- Ham Takes a Chance, regia di William Beaudine
- A Molar Mix-Up, regia di William Beaudine
- Ham the Diver, regia di William Beaudine
- Earning His Salt, regia di ?
- A Riddle in Rascals, regia di William Beaudine
- When Hubby Forgot, regia di William Beaudine
- The Eveless Eden Club, regia di William Beaudine
- Gypsy Joe, regia di William Campbell e di Clarence G. Badger
- At Bachelor's Roost, regia di William Beaudine
- The Trailing Tailor, regia di William Beaudine
- Trapping the Bachelor, regia di William Beaudine
- Fashion and Fury, regia di William Beaudine
- Their Taking Ways, regia di William Beaudine
- Counting Out the Count, regia di William Beaudine
- Romeo of the Coal Wagon, regia di William Beaudine
- Not What the Doctor Ordered, regia di Burk Symon
- The Artful Dodger, regia di Harry F. Millarde
- The Bogus Ghost, regia di Harry F. Millarde
- A Smoky Adventure, regia di Harry F. Millarde
- Midnight at the Old Mill, regia di Lloyd Hamilton
- In Cinderella's Shoes, regia di Harry F. Millarde
- The Bachelors' Alliance, regia di ?
- That Lovely Widow, regia di Harry F. Millarde
- When Opportunity Knocked, regia di Harry F. Millarde
- A Watery Wooing, regia di Harry F. Millarde
- Ham's Whirlwind Finish, regia di Harry F. Millarde
- A Mix-Up in Art, regia di Harry F. Millarde
- The Heart Menders, regia di Lloyd Hamilton
- Good Evening, Judge!, regia di Lloyd Hamilton
- Ham's Strategy, regia di Lloyd Hamilton
- The Star Boarders, regia di Lloyd Hamilton
- Ham in the Drug Store, regia di Lloyd Hamilton
- Ham the Fortune Teller, regia di Lloyd Hamilton
- Patented by Ham, regia di Lloyd Hamilton
- The Mud Cure, regia di Lloyd Hamilton
- Bumping the Bumps, regia di Lloyd Hamilton
- One Step Too Far, regia di Lloyd Hamilton
- The Love Magnet, regia di Lloyd Hamilton
- A Sauerkraut Symphony, regia di Lloyd Hamilton
- The Bogus Booking Agents, regia di Lloyd Hamilton
- The Merry Motor Menders, regia di Lloyd Hamilton
- The Desperate Duel, regia di Lloyd Hamilton
- The New Salesman, regia di Lloyd Hamilton
- Rival Fakers, regia di Lloyd Hamilton
- Dudes for a Day, regia di Lloyd Hamilton
- Jailbirds, regia di Lloyd Hamilton
- The Iceman and the Artist, regia di Lloyd Hamilton
- The Fatal Violin, regia di ?
- The Quest of the Golden Goat, regia di ?
- The Quack Quakers, regia di Harry F. Millarde

### 1917
- Rival Romeos, regia di Lloyd Hamilton
- Cupid's Caddies, regia di Lloyd Hamilton
- The Blundering Blacksmiths, regia di Lloyd Hamilton
- The Safety Pin Smugglers, regia di Lloyd Hamilton
- Ghost Hounds, regia di Lloyd Hamilton
- The Model Janitor, regia di Lloyd Hamilton
- A Flyer in Flapjacks, regia di Lloyd Hamilton
- Efficiency Experts, regia di Alfred Santell
- This Is Not My Room, regia di Oliver Hardy
- Bulls or Bullets, regia di Alfred Santell
- Wanted - A Bad Man, regia di Oliver Hardy
- Whose Baby?, regia di Clarence G. Badger
- Thirst, regia di Fred Hibbard
- Lost: A Cook, regia di Fred Hibbard
- Roping Her Romeo, regia di Hampton Del Ruth e di Fred Hibbard
- A Bathtub Bandit, regia di Alfred Santell
- An International Sneak, regia di Hampton Del Ruth e di Fred Hibbard

### 1918
- Watch Your Neighbor, regia di Hampton Del Ruth e di Victor Heerman
- Those Athletic Girls, regia di Edward F. Cline e di Hampton Del Ruth
- Wild Women and Tame Lions, regia di William Campbell
- A Tight Squeeze, regia di Jack White
- The Fatal Marriage, regia di William Campbell

### 1919
- Oh, What a Night, regia di Fred Hibbard
- Trying to Get Along, regia di F. Richard Jones
- Her First Kiss, regia di Frank Griffin
- Up in Alf's Place, regia di F. Richard Jones
- Wild Waves and Women, regia di Frank Griffin
- A Schoolhouse Scandal, regia di Edward F. Cline
- The Roaming Bathtub, regia di Frank Griffin

### 1920
- Her Naughty Wink, regia di John G. Blystone
- Should Dummies Wed?, regia di Roy Del Ruth
- Monkey Business, regia di Edward F. Cline
- The Jazz Bandits, regia di Roy Del Ruth
- Ten Nights Without a Barroom, regia di Edward F. Cline
- Hold Me Tight, regia di Slim Summerville
- Pretty Lady, regia di John G. Blystone

### 1921
- The Baby, regia di Harry Williams
- Roaring Lions on Parade, regia di Harry Williams
- Skirts, regia di Hampton Del Ruth
- The Tomboy, regia di Carl Harbaugh
- Be Reasonable, regia di Roy Del Ruth
- Fur Coats and Pants, regia di Craig Hutchinson

### 1922
- Westward Whoa!, regia di Craig Hutchinson
- Almost a Rancher, regia di Craig Hutchinson
- Please Be Careful, regia di Tom Buckingham

### 1923
- The Roaring Lion, regia di Erle C. Kenton

### 1924
- Picking Peaches, regia di Erle C. Kenton
- A Woman Who Sinned, regia di Finis Fox
- Columbus and Isabella, regia di Bryan Foy
- Anthony and Cleopatra, regia di Bryan Foy